# Yama no Susume
Yama no Susume (ヤマノススメ) là loạt manga đời thường do tác giả Shiro viết và vẽ minh họa, được xuất bản trên tạp chí Comic Earth Star của Earth Star Entertainment. Loạt anime truyền hình chuyển thể do 8-Bit sản xuất đã phát sóng tại Nhật Bản từ tháng 1 năm 2013 đến nay. Phần thứ hai được phát sóng từ tháng 7 đến tháng 12 năm 2014. Một video gốc đã được phát hành vào tháng 10 năm 2017 và phần thứ ba được phát sóng từ tháng 7 đến tháng 9 năm 2018. Một loạt season mới có tựa đề Yama no Susume: Next Summit công chiếu vào tháng 10 năm 2022.

## Cốt truyện
Aoi Yukimura và Hinata là bạn từ thời thơ ấu. Aoi khá trầm tính, chỉ thích ở trong nhà và sợ độ cao trong khi Hinata thì thích hoạt động ngoài trời và leo núi. Aoi và Hinata quyết định chinh phục một ngọn núi, để được trông thấy bình minh mà họ từng được ngắm hồi còn bé. Trên đường trong việc leo núi, họ cũng gặp và kết bạn một số cô gái khác cũng quan tâm đến việc leo núi và bắt đầu nhiều cuộc phiêu lưu trên nhiều ngọn núi khác nhau trên khắp Nhật Bản, trong đó bao gồm cả núi Phú Sĩ.

## Nhân vật
Yukimura Aoi (雪村 あおい Tuyết Thôn)
Lồng tiếng bởi: Iguchi Yuka
Aoi là nữ sinh cao trung trở nên sợ độ cao sau khi bị ngã gãy chân trong một lần leo lên dụng cụ thể chất. Nhờ được Hinata ủng hộ, Aoi sớm bắt đầu cảm thấy thích thú với việc leo núi. Trong season 2, cô định leo lên núi Phú Sĩ để có thể ngắm bình minh cùng với mọi người nhưng đã thất bại. Vì không năng nổ như hồi còn bé sau vụ tai nạn, cô chỉ thích ru rú trong nhà và không có nhiều bạn bè nên thể lực cô khá yếu, khiến việc leo núi của cô trắc trở. Trái lại đó, cô giỏi nấu ăn và may vá.
Kuraue Hinata (倉上 ひなた Thương Thượng)
Lồng tiếng bởi: Asumi Kana
Hinata là một cô gái năng động và yêu thích leo núi. Cô là bạn thân của Aoi từ thời tiểu học trước khi cô chuyển đi và được học chung lớp lại với nhau trong năm cao trung. Hinata có tật xấu là hay lôi Aoi theo chung những sở thích của cô. Dù vậy, cô vẫn rất vui vì có thể leo núi cùng Aoi. Thể lực tốt nhưng lại chẳng khéo tay như Aoi.
Saitō Kaede (斎藤 楓 Tề Đằng Phong)
Lồng tiếng bởi: Hikasa Yōko
Kaede là học sinh cuối cấp học chung trường với Aoi và Hinata, cũng thích leo núi, làm bạn với Aoi sau một lần họ gặp mặt nhau trong tiệm bán dụng cụ leo núi. Cô giống như chị cả, quan tâm đến các đàn em và thể lực cũng tốt nốt.
Aoba Kokona (青羽 ここな Thanh Vũ)
Lồng tiếng bởi: Ogura Yui
Là nữ sinh sơ trung mà Aoi và Hinata gặp và kết bạn trên đường xuống núi. Cô năng động và rất dễ thương, cũng khéo nấu ăn.
Kuraue Ken'ichi (倉上 健一)
Lồng tiếng bởi: Ogino Seirō
Bố của Hinata, một vận động viên leo núi có kinh nghiệm đã đưa Aoi và Hinata leo lên núi Tanigawa khi cả hai còn bé. Ông cũng hay giúp đỡ Hinata và Aoi về việc leo núi.
Yuuka Sasahara (笹原 ゆうか, Sasahara Yūka)
Lồng tiếng bởi: Nao Tōyama
Một nhiếp ảnh gia trẻ tuổi mà Aoi gặp khi đang leo núi Tanigawa. Cô khá trầm tính nhưng lại thích chụp ảnh bằng camera mà cô mang theo.
Hikari Onozuka (小野塚 ひかり, Onozuka Hikari)
Lồng tiếng bởi: Yuko Gibu
Một chị gái sinh viên đại học tràn đầy năng lượng làm việc bán thời gian tại một cửa hàng bánh ngọt và cùng làm với Aoi.
Megumi Yukimura (雪村 恵, Yukimura Megumi)
Lồng tiếng bởi: Aya Hisakawa
Mẹ của Aoi, cô hay lo lắng mỗi khi Aoi ra ngoài leo núi.
Mai Aoba (青羽 麻衣, Aoba Mai)
Lồng tiếng bởi: Risa Hayamizu
Mẹ của Kokona, cô rất yêu thương con gái của mình.

## Truyền thông

### Manga
Yama no Susume bắt đầu loạt truyện manga do Shiro viết và minh họa, được xuất bản trên tạp chí Comic Earth Star thuộc Earth Star Entertainment. Chương đầu ra mắt trên số báo tháng 9 năm 2011, và xuất bản vào 12 tháng 8 năm 2011. Kể từ đó, các chương của loạt truyện đã được chia thành 5 tập truyện, được xuất bản từ 12 tháng 6 năm 2012 đến 12 tháng 10 năm 2013 và đến ngày 13 tháng 12 năm 2023.
| #  | Ngày phát hành    | ISBN          |
| -- | ----------------- | ------------- |
| 1  | 12 tháng 6, 2012  | 9784803003437 |
| 2  | 12 tháng 12, 2012 | 9784803003987 |
| 3  | 12 tháng 3, 2013  | 9784803004342 |
| 4  | 11 tháng 5, 2013  | 9784803004694 |
| 5  | 12 tháng 10, 2013 | 9784803005080 |
| 6  | 12 tháng 6, 2014  | 9784803005806 |
| 7  | 12 tháng 8, 2014  | 9784803005967 |
| 8  | 12 tháng 2, 2015  | 9784803006681 |
| 9  | 11 tháng 7, 2015  | 9784803007466 |
| 10 | 12 tháng 11, 2015 | 9784803008128 |
| 11 | 12 tháng 3, 2016  | 9784803008760 |
| 12 | 12 tháng 8, 2016  | 9784803009422 |
| 13 | 13 tháng 2, 2017  | 9784803009958 |
| 14 | 10 tháng 8, 2017  | 9784803010886 |
| 15 | 12 tháng 3, 2018  | 9784803011692 |
| 16 | 12 tháng 10, 2018 | 9784803012347 |
| 17 | 12 tháng 3, 2019  | 9784803012781 |
| 18 | 20 tháng 1, 2019  | 9784803013757 |
| 19 | 12 tháng 8, 2020  | 9784803014389 |
| 20 | 12 tháng 4, 2021  | 9784803015096 |
| 21 | 10 tháng 9, 2021  | 9784803015584 |
| 22 | 12 tháng 9, 2022  | 9784803006895 |
| 23 | 12 tháng 4, 2023  | 9784803017717 |
| 24 | 13 tháng 12, 2023 | 9784803018776 |

### Anime
Loạt anime truyền hình, do Yamamoto Yusuke đạo diễn và sản xuất bởi 8-Bit, phát sóng ở Nhật Bản trên kênh Tokyo MX từ 3 tháng 1 đến 21 tháng 3 năm 2013, và được đồng công chiếu bởi Crunchyroll. Ca khúc mở đầu mang tên "Staccato Days" (スタッカート・デイズ) do Iguchi Yuka và Asumi Kana thể hiện. Loạt phim gồm 12 tập, mỗi tập kéo dài 5 phút, cùng tập OVA đính kèm với Blu-ray Disc ra mắt ngày 14 tháng 5 năm 2013. Mùa hai của loạt anime truyền hình, gồm 24 tập kéo dài 15 phút, bắt đầu phát sóng từ ngày 9 tháng 7 năm 2014. Ca khúc mở đầu mang tên "Natsuiro no Present" (夏色プレゼント Natsuiro no Purezento, Món quà mùa hè sắc màu) do Iguchi, Asumi, Hikasa Yōko và Ogura Yui thể hiện, và ca khúc kết mang tên "Tinkling Smile" do Ogura thể hiện.
Mùa thứ ba phát sóng từ ngày 2 tháng 7 đến ngày 24 tháng 9 năm 2018. Mùa thứ tư có tựa đề là Yama no Susume: Next Summit dự kiến lên sóng vào ngày 5 tháng 10 năm 2022 (sáng thứ Tư hàng tuần) với hình thức mới là 12 tập, mỗi tập kéo dài 30 phút.